# Vadimonium
Das Vadimonium ist ein Gestellungsversprechen des römischen Rechts, das in verschiedenen Phasen des Zivilprozesses Anwendung findet. Dabei verspricht eine Partei in Stipulationsform, dass sie oder ein Dritter sich an einem bestimmten Tag zu einer bestimmten Zeit an einem bestimmten Ort einfinden werde (lat.: sisti – „sich stellen“). Regelmäßig wird für den Fall des Nichterscheinens eine Vertragsstrafe vereinbart (poena / summa vadimonii), die vom Streitwert des angestrebten Prozesses abhängt.
Je nach Zweck und Verfahrensstadium unterscheidet man:
- sogenanntes Ladungsvadimonium 
Das römische Verfahrensrecht kannte keine amtlich zugestellte Ladung vor Gericht. Vielmehr war es Sache des angehenden Klägers, den Beklagten – notfalls mit Gewalt – vor Gericht zu bringen. Dazu musste er ihm die Ladung privat erklären (in ius vocatio), der der Beklagte dann Folge zu leisten hatte. Die Verwirklichung dieses Folgezwangs setzt jedoch voraus, dass die Parteien sich treffen. Ein Vadimonium des angehenden Beklagten ermöglicht es dem Kläger, der anderen Seite habhaft zu werden, um mit ihr vor den Gerichtsmagistrat (in Rom vor den Prätor) zu gehen und dort einen Prozess anhängig zu machen.
- sogenanntes Vertagungsvadimonium 
Hatte der Kläger den Gegner vor den Magistrat gebracht, wurde dort über die Einsetzung eines Richters unter Formulierung eines bestimmten Prozessprogramms verhandelt (Verfahrensstadium in iure). Konnte diese Verhandlung aus Zeitmangel nicht zu Ende gebracht werden, musste das erneute Erscheinen des Beklagten durch vadimonium sichergestellt werden (s. Gaius, Inst. 4, 186).
- sogenanntes Verweisungsvadimonium 
Ein entsprechendes Bedürfnis ergibt sich dann, wenn die in ius vocatio die Parteien vor einen Magistrat gebracht hat, der für ihren Rechtsstreit nicht zuständig ist, und der Prozess daher vor einen anderen Beamten an einem anderen Ort gebracht werden muss.

## Historische Quellen
Für das Vadimonium finden sich zahlreiche Belege in der nicht-juristischen lateinischen Literatur, etwa bei Plautus, Cicero und Horaz. In den Schriften der römischen Juristen verbirgt sich das Vadimonium, seitdem es durch den Filter der iustinianischen Überarbeitung (siehe insoweit die Interpolationen in den Digesten) gegangen ist, hinter der Bezeichnung cautio in iudicio sisti – Sicherheitsleistung für das Erscheinen vor Gericht. In der gaianischen Institutionen-Handschrift von Verona, die einen diesbezüglich unverfälschten Text bietet, finden sich Ausführungen zum Anwendungsbereich und zu besonderen Voraussetzungen des vadimonium, sowie über die Höhe der poena vadimonii. Regelungen zum Verweisungsvadimonium finden sich in der Lex Irnitana.
Darüber hinaus kamen bei Ausgrabungen in Pompeji und Herculaneum seit Ende des 19. Jh. Vadimoniumsurkunden auf Wachstafeln zu Tage:
- CIL IV 3340, tab. 33 (Pompeji: Archiv des L. Caecilius Iucundus)
- T(abulae) H(erculanenses) 6; 13; 14; 15 ed. G. PUGLIESE CARRATELLI, P(arola del) P(assato) 1 (1946) 383; PP 3 (1948) 168-171 (Herkulaneum: Prozess über das Mädchen Petronia Iusta)
- T(abulae) P(ompeianae) Sulp(iciorum) 1-15 ed. G. CAMODECA, Tabulae Pompeianae Sulpiciorum I, Roma 1999 (Puteoli/Pompeji: Archiv der Sulpicier)

Außerdem fanden sich Zeugenurkunden darüber, dass der Schuldner das vadimonium eingehalten hat (sog. testationes sistendi; TPSulp 16-21).